# Arteria musculophrenica
Die Arteria musculophrenica ist eine Schlagader der Brusthöhle. Sie ist einer der beiden Endäste der Arteria thoracica interna und zieht unterhalb des Rippenbogens bauchwärts bis zur letzten Rippe. Dabei durchbohrt sie in Höhe des 7. bis 8. Rippenknorpels das Zwerchfell und versorgt dieses sowie den unteren Abschnitt des Herzbeutels. Außerdem gehen von der Arteria musculophrenica ab dem 7. Intercostalraum segmental Äste ab, die als Arteriae intercostales anteriores die dem Brustbein zugewandten Abschnitte der Intercostalräume versorgen.